# Гизетдинов, Махмуд Фаттахович
Махмуд Фаттахович Гизетдинов (25 мая 1927, Аюханово, Раевский сельсовет — 10 июля 2006, Иркутск) — работник Братского алюминиевого завода, Герой Социалистического Труда (1973).

## Биография
С 14 лет работал в колхозе, во время Великой Отечественной войны был в трудовой армии на лесоповале.
В 1944 году призван в армию, проходил службу на Тихоокеанском флоте минером, принимал фрегаты по ленд-лизу на Аляске. В дальнейшем проходил службу в Корее и на Камчатке.
После демобилизации в 1952 году работает электролизником на Богословском алюминиевом заводе в г. Краснотурьинске, с 1958 года бригадир электролизников на Сталинградском алюминиевом заводе. В 1964 году получил звание «Почетный металлург», в Волгоградском историческом музее был стенд, посвященный его бригаде.
В 1966 году приглашен на работу на БрАЗ, принимает участие в пусках 9,10, 12 корпусов. С 1968 года и до выхода на пенсию работал бригадиром в 12 корпусе.
Махмут Фаттахович Гизетдинов входил в состав обкома партии, был депутатом Братского городского Совета.  Он награждён двумя орденами Ленина, орденом Октябрьской Революции, медалями.
После выхода на пенсию вернулся в Волгоград, где работал на алюминиевом заводе до 2000 года. Последние годы жизни прошли в Иркутске.
Сын Фёдор - бард-песенник.

### Трудовой подвиг
29 декабря 1973 года за проявленную трудовую доблесть и достижение выдающихся успехов в выполнении социалистических обязательств, принятых на 1973 год, Гизетдинову Махмуду Фаттаховичу было присвоено звание Героя Социалистического Труда.